# Xplanet

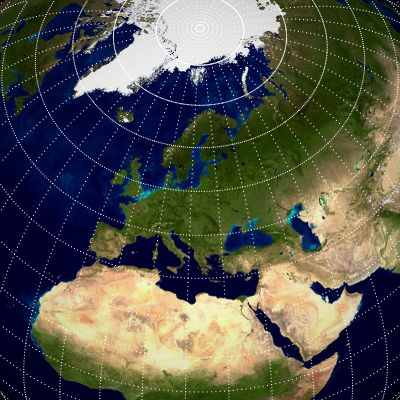
Representación generada por Xplanet

Xplanet es un sistema de representación de imágenes planetario y solar, capaz de producir varios tipos de imágenes que representan el Sistema Solar. Normalmente es usado para crear fondos de pantalla de ordenador, que pueden ser actualizados por los últimos mapas de nubes o las regiones de la Tierra que están iluminadas por el sol.

## Mapas planos
Xplanet puede ser usado para producir mapas proyectados de cualquier planeta (normalmente la Tierra), por ejemplo proyecciones de Mollweide, que muestran la totalidad de la Tierra, o proyecciones de Mercator, con una apariencia rectangular apropiada para ocupar toda la pantalla. 
Sobre estos mapas es posible superponer nubes o texto, así como la localización de hechos recientes; una opción muy popular son las áreas sombreadas que representan la noche en cada momento.

## Imágenes planetarias
Xplanet también puede ser usado para representar vistas generales de objetos del sistema solar, como una vista de la Tierra desde la Luna. En versiones más recientes, Xplanet representa eclipses y algunas de sus imágenes muestran las lunas de Júpiter proyectando un eclipse sobre el planeta. 

## Técnico
Xplanet se ejecuta sobre Linux, Mac OS X, otros sistemas operativos Unix y también sobre Microsoft Windows. Deriva de una aplicación anterior de Unix llamada Xearth.
Puede también generar fondos de pantalla, guardar la imagen resultante o producir salidas textuales que detallan las localizaciones de distintos objetos. 
La configuración se realiza mediante la modificación de un archivo de texto.  La versión de Windows viene con un editor sencillo para facilitar la actualización de las configuraciones y ayudar a descargar automáticamente los mapas de nubes. OSXplanet es un fondo de pantalla interactivo para el Mac OS X.

## XplanetFX
XplanetFX es una interfaz GTK para Xplanet bajo Linux. Proporciona una manera sencilla de usar GUI (Interfaz Gráfica de Usuario) para configurar Xplanet y programar las representaciones. También asegura la producción de imágenes de gran calidad.